# Tsingtao (piwo)

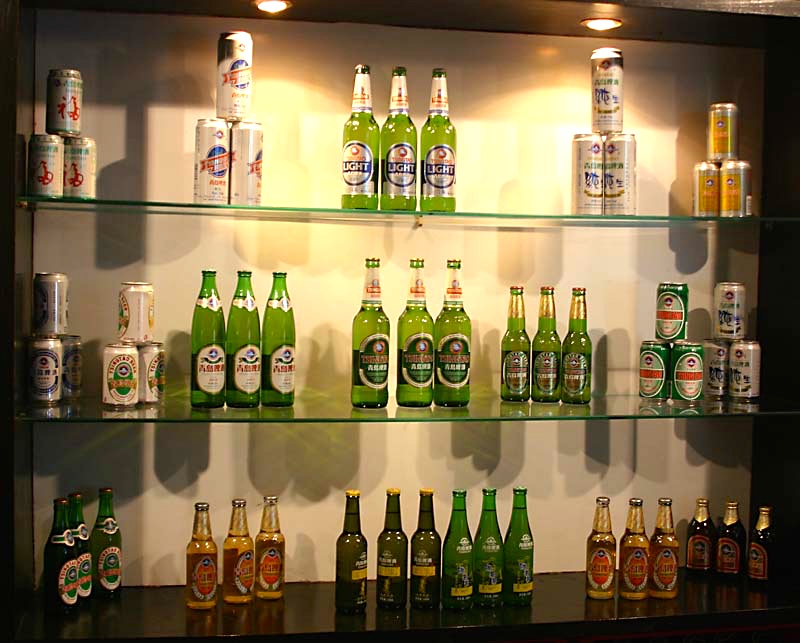
Wystawa w muzeum piwa Tsingtao

Tsingtao (chiń. 青島啤酒; pinyin Qīngdǎo píjiǔ) – popularna marka chińskiego piwa, również nazwa największego w Chinach browaru (chiń. 青岛啤酒厂; pinyin Qīngdǎo píjiǔchǎng), posiadającego 15% udziałów w rynku chińskim. Browar został założony w roku 1903 przez niemieckich osadników związanych z bazą marynarki wojennej w Qingdao, po przekazaniu Niemcom koncesji Jiaozhou, zaś nazwa marki nawiązuje do nazwy miasta Qingdao w transkrypcji stosowanej niegdyś przez L’École Française d’Extrême-Orient.

## Historia

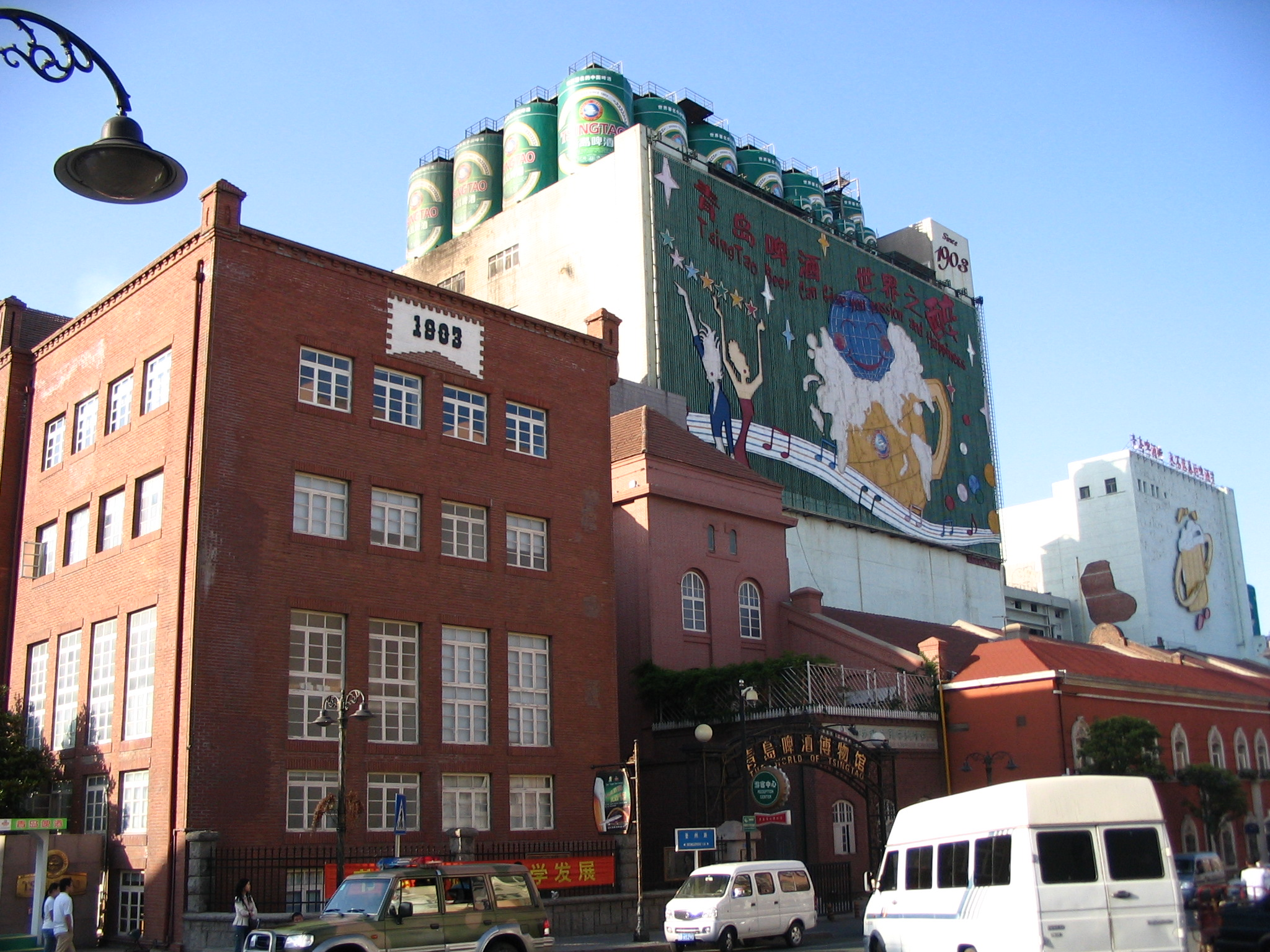
Browar w Qingdao

Browar został założony w 1903 roku, pierwotnie jako Nordic Brewery Co Ltd, produkując tradycyjne niemieckie piwo dla Niemców i innych Europejczyków osiadłych w Chinach. W czasie okupacji japońskiej browar został skonfiskowany przez Japończyków. W latach 1945–1949 firma znajdowała się w rękach rodziny Tsui (pinyin: Cui), po czym została przejęta przez rząd komunistyczny. Na początku lat dziewięćdziesiątych browar został ponownie sprywatyzowany, zmieniono również nazwę na Tsingtao Brewery Company Limited. Obecnie firma posiada także kilka innych browarów na terenie Chin, również produkujących piwo pod marką Tsingtao.

## Rodzaje piwa

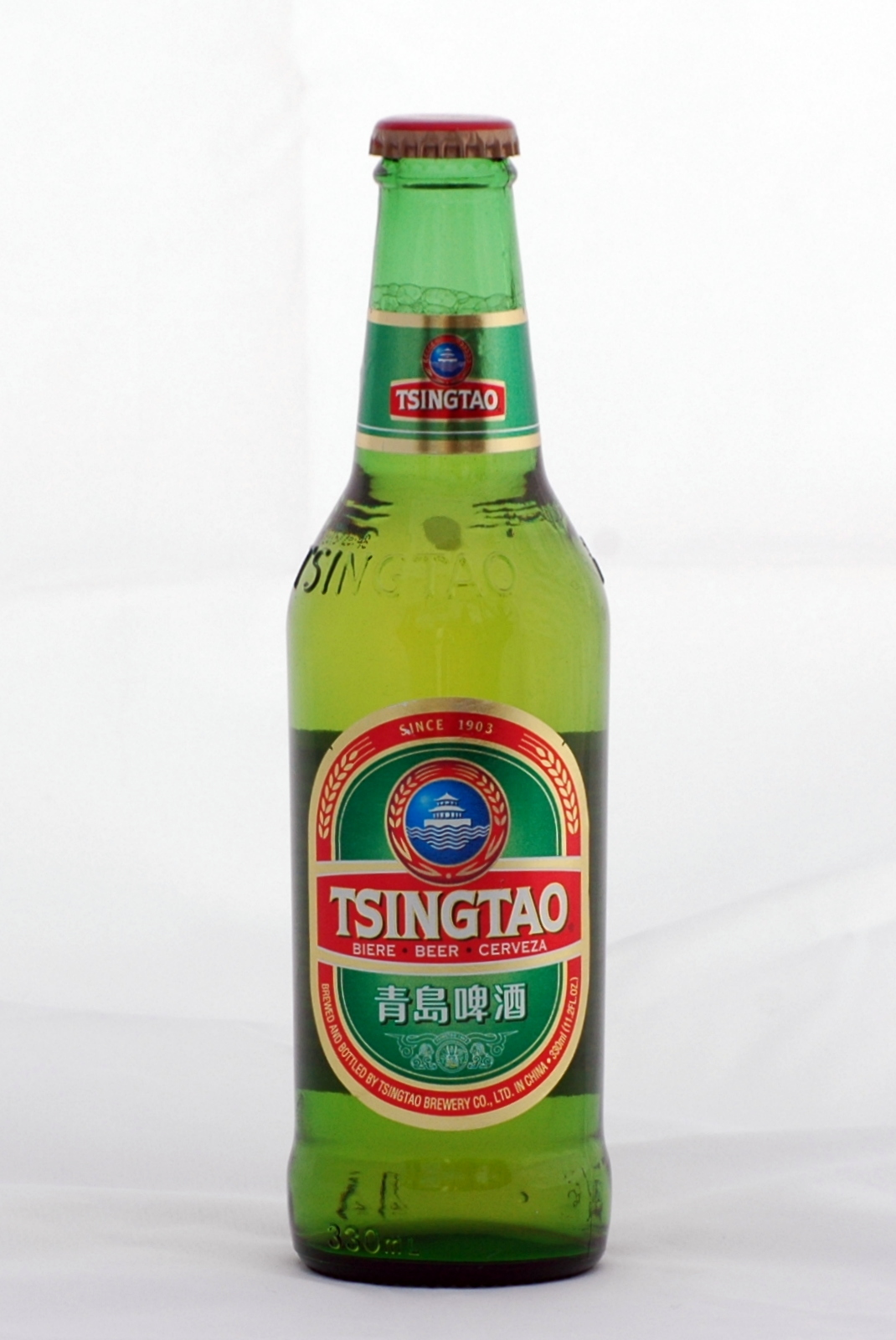
Butelka 330 ml

Głównym produktem firmy jest Tsingtao Beer, pilzner o dużej zawartości chmielu i 4,7% alkoholu. Pierwotnie piwo Tsingtao było produkowane według niemieckich przepisów czystości Reinheitsgebot z 1516 roku, zgodnie z którymi jedynymi składnikami mogły być woda, jęczmień i chmiel, jednak po prywatyzacji piwo zawiera domieszkę tańszego ryżu dodawanego do słodu. Niepasteryzowana wersja tej marki nosi nazwę Tsingtao Draft Beer.
Poza tym firma produkuje szereg innych rodzajów piwa, głównie na rynek krajowy, takich jak Tsingtao Dark Beer (zawartość alkoholu 5,2%) czy zawierające spirulinę Tsingtao Spirulina Green Beer (zawartość alkoholu 4,5%).

## Międzynarodowy Festiwal Piwa
Pierwszy Festiwal Piwa zorganizowano w roku 1991. Głównym sponsorem było miasto Qingdao. Od tej pory odbywa się corocznie, głównym jego celem jest popularyzacja marki na terenie ChRL.